# Mary Lawrence Tonetti
Mary Trimble Lawrence Tonetti (* Dezember 1868 in New York City; † 14. März 1945 in Palisades, Bundesstaat New York) war eine US-amerikanische Bildhauerin.

## Leben
Mary Lawrence wurde im Dezember 1868 in New York City als Tochter von Henry Effingham Lawrence und seiner Frau Lydia Greene Underhill Lawrence geboren. Sie war eine Nachfahrin von John Lawrence, der im 17. Jahrhundert der 7. und der 19. Bürgermeister von New York City war und Captain James Lawrence, einem Veteranen des Britisch-Amerikanischer Kriegs von 1812 und hatte mehrere Geschwister. Ihre Familie war wohlhabend und ihr Vater baute in Snedens Landing, welches zu Palisades gehört, ein Sommerhaus Cliffside, das die Familie später auch ganzjährig bewohnte und welches heute im National Register of Historic Places gelistet ist.

### Ausbildung
Ihre künstlerischen Fähigkeiten wurden früh gefördert. Als sie sieben Jahre alt war, arrangierte ihre Familie, dass der angehende Künstler Augustus Saint-Gaudens nach Snedens Landing kam und ihr und weiteren Kindern Zeichenunterricht gab. Als sie älter wurde, nahm sie bei Saint-Gaudens in seinem New Yorker Studio weiterhin Unterricht.
Zusammen mit ihrer Schwester Edith und ihrer Tante Annie Underhill reiste Mary Lawrence 1886–1887 nach Europa. Den Sommer verbrachten sie in Belgien und Deutschland, danach ließen sie sich in Paris nieder. Dort studierte sie an der Académie Julian. Durch ihre Bekanntschaft mit Saint-Gaudens lernte sie in Paris in kürzester Zeit viele bekannte Künstler kennen, besuchte mit Mary Fairchild Low Ausstellungen und wurde bereits eine Woche nach ihrer Ankunft in Paris von Auguste Rodin in sein Studio eingeladen. Den Winter verbrachte sie mit ihrer Familie in Italien, studierte ein zweites Jahr an der Académie Julian und kehrte 1888 nach Amerika zurück. Dort nahm sie ihr Studium an der Art Students League of New York bei Saint-Gaudens erneut auf. Später unterrichtete sie dort, arbeitete als Assistentin von Saint-Gaudens und hatte ein eigenes Studio.

### World’s Columbian Exposition

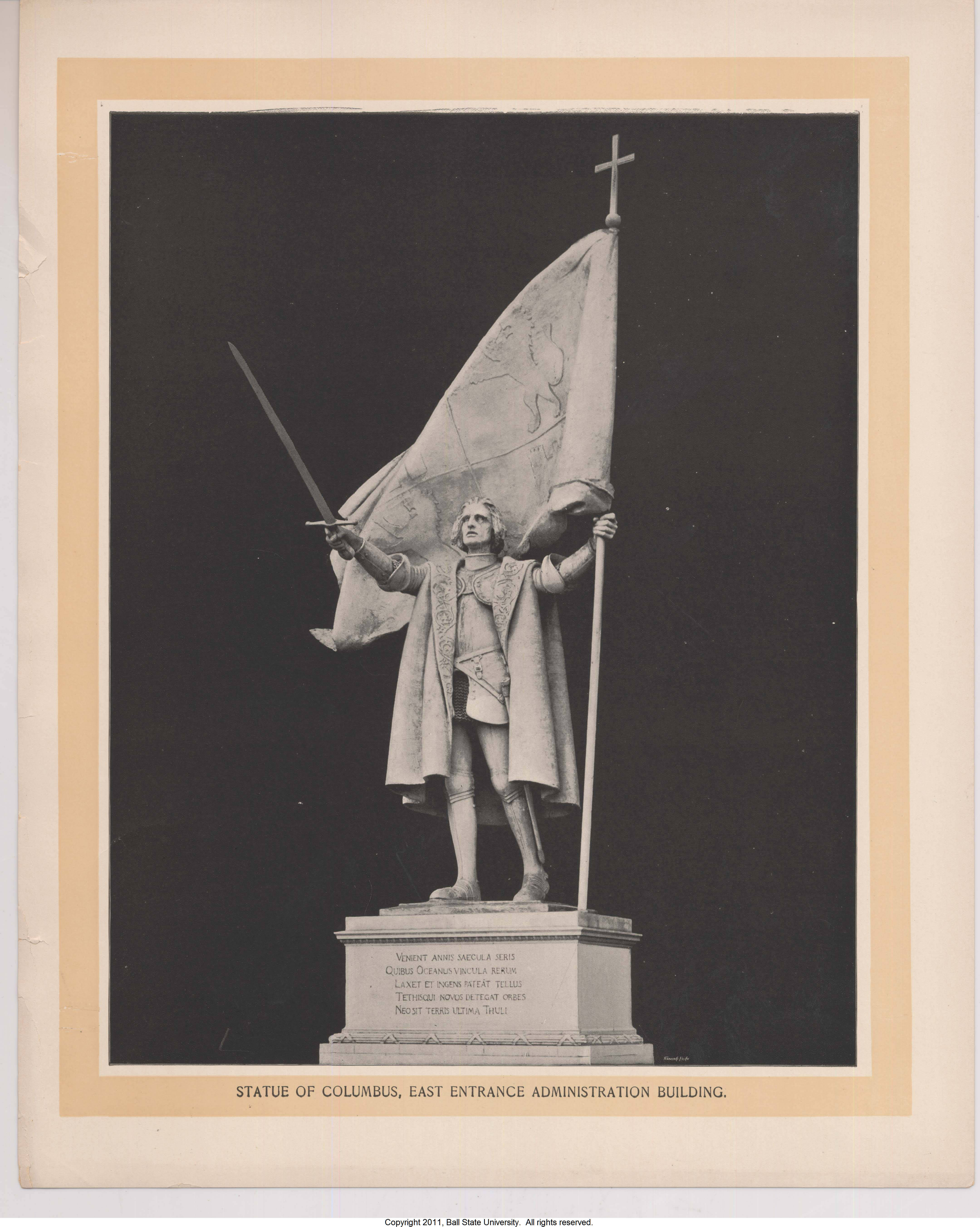
Skulptur von Kolumbus 1893

Im Herbst 1891 wurde ihr die Aufgabe übertragen, eine Skulptur von Christoph Kolumbus für die World’s Columbian Exposition 1893 in Chicago zu schaffen. Für diese Aufgabe wurde sie von Saint-Gaudens vorgeschlagen, der als künstlerischer Berater für Daniel Burnham, den leitenden Architekten der Chicagoer Weltausstellung, tätig war. Dies war eine große Ehre, die Aufgabe wurde ihr direkt durch die Commission der Ausstellung übertragen, nicht wie bei den meisten anderen Frauen, die als Künstlerinnen tätig waren, durch den Chicago Woman’s Club von Bertha Honoré Palmer. Sie lernte die Künstlerinnen der Gruppe White Rabbits kennen, die von Lorado Taft angestellt waren, um bei der künstlerischen Gestaltung mehrerer Gebäude, unter ihnen das „Woman’s Building“ und das „Horticultural Building“ zu helfen, aber auch eigene Arbeiten übertragen bekommen hatten. Sie schloss sich der Gruppe an. Ihre Skulptur von Kolumbus wurde, wie viele andere Skulpturen auch, in Gips gearbeitet und später nicht in Bronze gegossen, so dass sie durch Witterungseinflüsse zerstört wurde.

### Ehe und spätere Jahre
Nachdem die Arbeiten für die Ausstellung beendet waren, kehrte Mary Lawrence nach Paris zurück. Sie nahm ihre Studien an der Académie Julian erneut auf, besuchte Soirées und bekam viele Einladungen. Sie war Gast von Charles Dana Gibson und James Whistler. Auf einem Ball bei Gibson lernte sie 1893 den Bildhauer François Tonetti kennen. Tonetti arbeitete als Assistent von Frederick MacMonnies. Lawrence und Tonetti heirateten im Jahr 1900. Saint-Gaudens sprach sich gegen eine Hochzeit aus, da er fürchtete, dass Mary Lawrence ihre Arbeit als Bildhauerin aufgeben könnte.

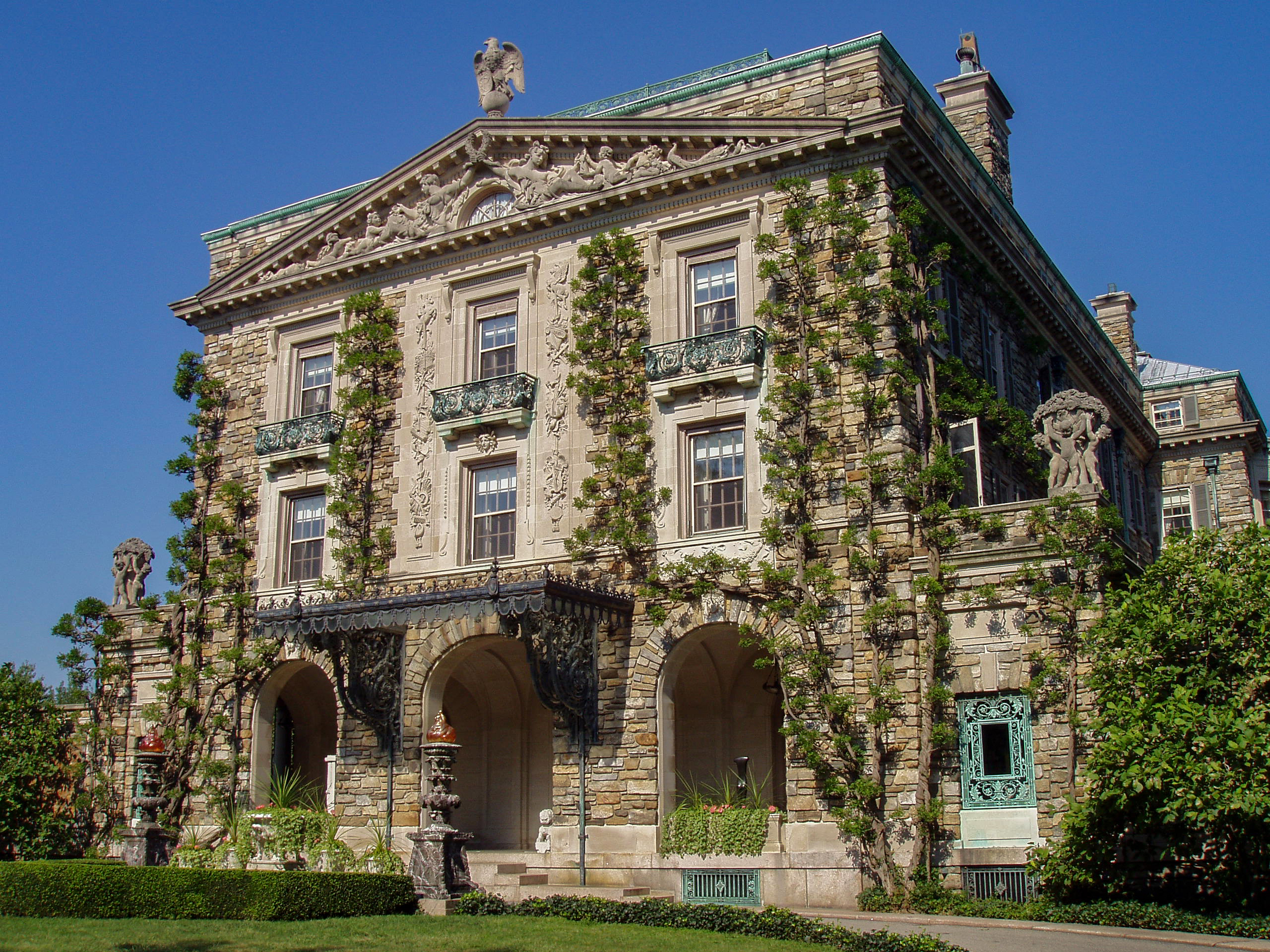
Kykuit, Front mit Giebel von Tonetti

Mary und François Tonetti zogen in die ehemalige Murray Hill Presbyterian Church, welches zum Wohngebäude mit einem großzügigen Studio umgebaut worden war. Mary Lawrence Tonetti arbeitete nun gemeinsam mit ihrem Mann als Bildhauerin. Sie war an den Arbeiten für die Pan-American Exposition in Buffalo beteiligt. Als John D. Rockefeller sein Haus Kykuit in Pocantico Hills, einer Siedlung in Mount Pleasant baute, gestaltete François Tonetti eine Reihe von Werken für das Haus und das Grundstück. Als im Jahr 1913 die Fassade des Gebäudes verändert wurde, erhielt Tonetti den Auftrag einen Giebel für die vordere Fassade zu gestalten. Vorbild für die Engelfiguren wurde die jüngste Tochter der Tonettis, Alexandra. Mary Tonetti kümmerte sich um die Fertigstellung der Figuren.
Aber sie kümmerte sich auch zunehmend um die Familie, kaufte Ländereien in Snedens Landing an ihrem Haus Cliffside hinzu, formte einen „italienischen Garten“ und renovierte das Gebäude. Bei diesen Arbeiten wurde sie vom Architekten Charles McKim unterstützt. François Tonetti kehrte nach Frankreich zurück, um am Ersten Weltkrieg als Sanitäter teilzunehmen. Dort erkrankte er an einer Lungenentzündung und kehrte nach Kriegsende krank zurück nach Amerika, wo er im Jahr 1920 im Alter von nur 56 Jahren starb. Mary Tonetti zog nun die Kinder alleine groß.
Durch die Karriere ihrer Tochter Anne Tonetti Gugler, die in den 1920er Jahren als Schauspielerin arbeitete, lernte Tonetti Guthrie McClintic und seine Frau Katharine Cornell kennen, mit der sie sich anfreundete. Cornell mietete ein Haus auf dem Grundstück der Tonettis an. Sie nutzte das Haus 25 Jahre, bis sie sich ein eigenes auf dem Grundstück baute. Als Gäste kamen nun auch viele Film- und Bühnenschauspieler, wie Ginger Rogers, Madeleine Carroll, Laurette Taylor, Burgess Meredith oder auch Maurice Evans nach Snedens Landing und bleiben teilweise mehrere Wochen dort.
Mary Tonetti zog schließlich komplett nach Snedens Landing, sie verkaufte das Haus in New York und ließ in der Nacht einige der Skulpturen nach Snedens Landing bringen und im Geheimen vergraben. Diese wurden nie gefunden. Mary und François Tonetti hatten sechs Kinder, das älteste starb kurz nach der Geburt. Mary Lawrence Tonetti starb am 14. März 1945 in ihrem Haus in Snedens Landing. Ihr Grab befindet sich auf dem Palisades Cemetery in Palisades, New York.